# 切爾努什卡區

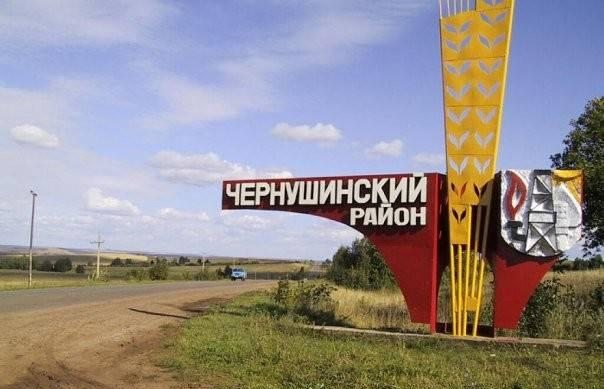

56°30′N 56°15′E / 56.500°N 56.250°E
切爾努什卡區（俄语：Чернушинский район），是俄羅斯的一個區，位於該國中西部，由彼爾姆邊疆區負責管轄，始建於1925年，面積1,676平方公里，2010年人口50,593，人口密度每平方公里30.19人。